# Psammochloa
Psammochloa es un género de plantas herbáceas,  perteneciente a la familia de las poáceas. Es originario del Desierto de Gobi.

## Especies
- Psammochloa mongolica Hitchc.
- Psammochloa villosa (Trin.) Bor